# Enola Gay (sång)
Enola Gay är en låt av den brittiska synthpop-gruppen Orchestral Manoeuvres in the Dark, utgiven 1980 som den enda singeln från albumet Organisation. Titeln syftar på Enola Gay, flygplanet som släppte atombomben över Hiroshima. Låten blev en stor hit i hela Europa. Den nådde 8:e plats på brittiska singellistan där den låg i femton veckor och sålde totalt i fem miljoner exemplar.
Liksom flera andra av gruppens låtar, som Electricity, Messages och Souvenir, präglas Enola Gay av det återkommande konceptet med en instrumental synthmelodi som refräng.

## Utgåvor
7"
1. Enola Gay – 3.33
2. Annex – 4.33

12"
1. Enola Gay – 3.33
2. Annex – 4.33